# Aluminocoquimbita
L'aluminocoquimbita és un mineral de la classe dels sulfats que pertany al grup de la coquimbita. És anomenada així per la seva relació amb la coquimbita i el seu contingut elevat d'alumini.

## Característiques
L'aluminocoquimbita és un sulfat de fórmula química Al₂Fe₂(SO₄)₆(H₂O)₁₂·6H₂O, fórmula que va ser redefinida el 2019. Va ser aprovada com a espècie vàlida per l'Associació Mineralògica Internacional l'any 2009. Cristal·litza en el sistema trigonal. Es troba en forma de prismes de fins a 0,5 mil·límetres. Visualment és indistingible de la coquimbita.
Segons la classificació de Nickel-Strunz, l'aluminocoquimbita pertany a «07.CB: Sulfats (selenats, etc.) sense anions addicionals, amb H₂O, amb cations de mida mitjana» juntament amb els següents minerals: dwornikita, gunningita, kieserita, poitevinita, szmikita, szomolnokita, cobaltkieserita, sanderita, bonattita, aplowita, boyleïta, ilesita, rozenita, starkeyita, drobecita, cranswickita, calcantita, jôkokuïta, pentahidrita, sideròtil, bianchita, chvaleticeïta, ferrohexahidrita, hexahidrita, moorhouseïta, niquelhexahidrita, retgersita, bieberita, boothita, mal·lardita, melanterita, zincmelanterita, alpersita, epsomita, goslarita, morenosita, alunògen, metaalunògen, coquimbita, paracoquimbita, romboclasa, kornelita, quenstedtita, lausenita, lishizhenita, römerita, ransomita, apjohnita, bilinita, dietrichita, halotriquita, pickeringita, redingtonita, wupatkiïta i meridianiïta.

## Formació i jaciments
Es forma a baixes temperatures (per sota de 100 ° C), en fumaroles. Va ser descoberta a la Grotta dell'Allume, a Porto Levante, a l'illa de Vulcano, a les Eòlies (Província de Messina, Sicília, Itàlia), on es troba associada a altres minerals com: alunogen, coquimbita, krausita, metavoltina, pertlikita, pickeringita, tamarugita, voltaïta i yavapaiïta. També ha estat descrita a la mina Blue Lizard Mine, a Chocolate Drop (Utah, Estats Units).